# Bardia
Bardia, o El Burdi (en árabe: البردية o البردي‎) es un puerto del distrito de Al Butnan en el este de Libia, ubicado cerca de la frontera con Egipto. A veces también es llamado Bórdi Slemán.

## Historia

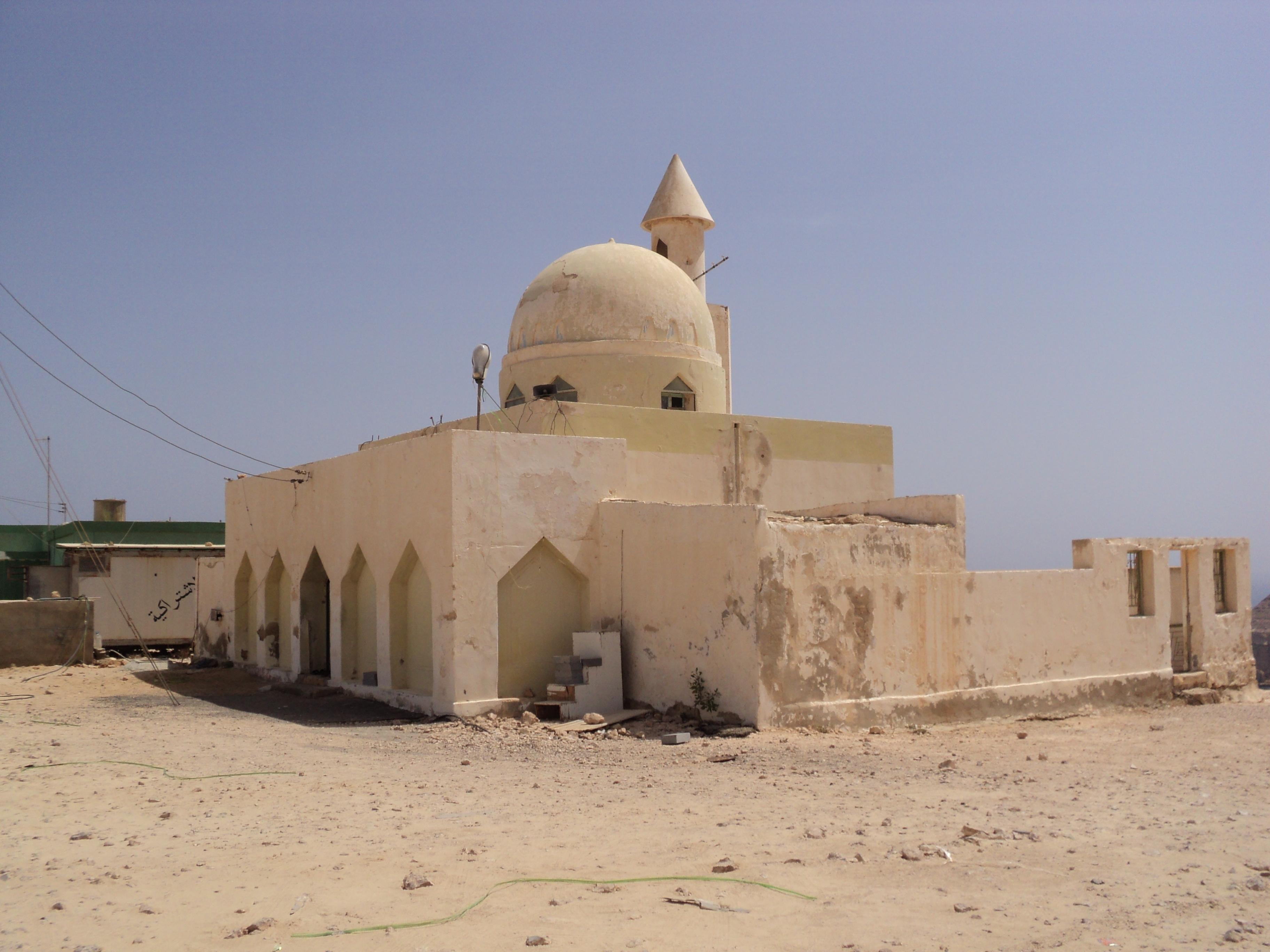
Antigua mezquita en Bardia.

En el Imperio romano, la ciudad se llamaba Petras Maior.
Durante la Primera Guerra Mundial, los tripulantes de los submarinos alemanes realizaron varios desembarcos en el puerto de Bardia para apoyar a la orden Sanusí durante la Campaña de los Sanusíes.
Durante la Segunda Guerra Mundial, fue sede de una importante fortificación italiana, defendida por el XXIII Cuerpo de Ejército al mando del General Annibale Bergonzoli. El 21 de junio de 1940, la ciudad fue bombardeada por el 7º Escuadrón de cruceros de la Flota del Mediterráneo. La fuerza de cruceros estaba formada por el acorazado francés Lorraine, los cruceros británicos HMS Orion, HMS Neptune, el crucero australiano HMAS Sydney y los destructores HMS Dainty, HMS Decoy, HMS Hasty y HMAS Stuart. Sin embargo, se informó que el bombardeo solo causó daños mínimos. La ciudad fue capturada durante la Operación Compass por fuerzas de la Commonwealth, constituídas principalmente por la 6ª División australiana, en combates que tuvieron lugar del 3 al 5 de enero de 1941 en la Batalla de Bardia.
Las fuerzas ítaloalemanas reocuparon más tarde la ciudad e instalaron un campo de prisioneros de guerra. El 2 de enero de 1942, Bardia fue recapturada por la 2ª División de Infantería sudafricana, encabezada por el 1er Batallón de la Real Infantería Ligera de Durban, apoyado por el Regimiento Divisional de Caballería neozelandés y también la 2ª Brigada Antiaérea (Ligera) sudafricana. Los sudafricanos perdieron aproximadamente 160 hombres, la operación liberó a unos 1.150 prisioneros de guerra Aliados (incluyendo 650 neozelandeses) y fueron capturados 8.500 prisioneros del Eje (entre alemanes e italianos).
Bardia volvió a cambiar de manos en junio de 1942, siendo reocupada por tercera vez por fuerzas del Eje, pero fue abandonada sin resistencia en noviembre después de la victoria Aliada en El Alamein.
En Bardia se encuentra un singular mural creado durante la Segunda Guerra Mundial, que es un popular atractivo turístico y es conocido como el Mural de Bardia.